# Wisch (Holstein)
Wisch è un comune di 701 abitanti dello Schleswig-Holstein, in Germania.
Appartiene al circondario di Plön ed è amministrato dall'Amt Probstei.